# اس‌ام‌اس کامت
اس‌ام‌اس کامت (به انگلیسی: SMS Comet) یک کشتی بود که طول آن ۷۹٫۸۶ متر (۲۶۲ فوت ۰ اینچ) Length overall بود.